# Roffiat
Roffiat est un village situé sur la commune de Batz-sur-Mer, dans le département français de la  Loire-Atlantique.

## Présentation

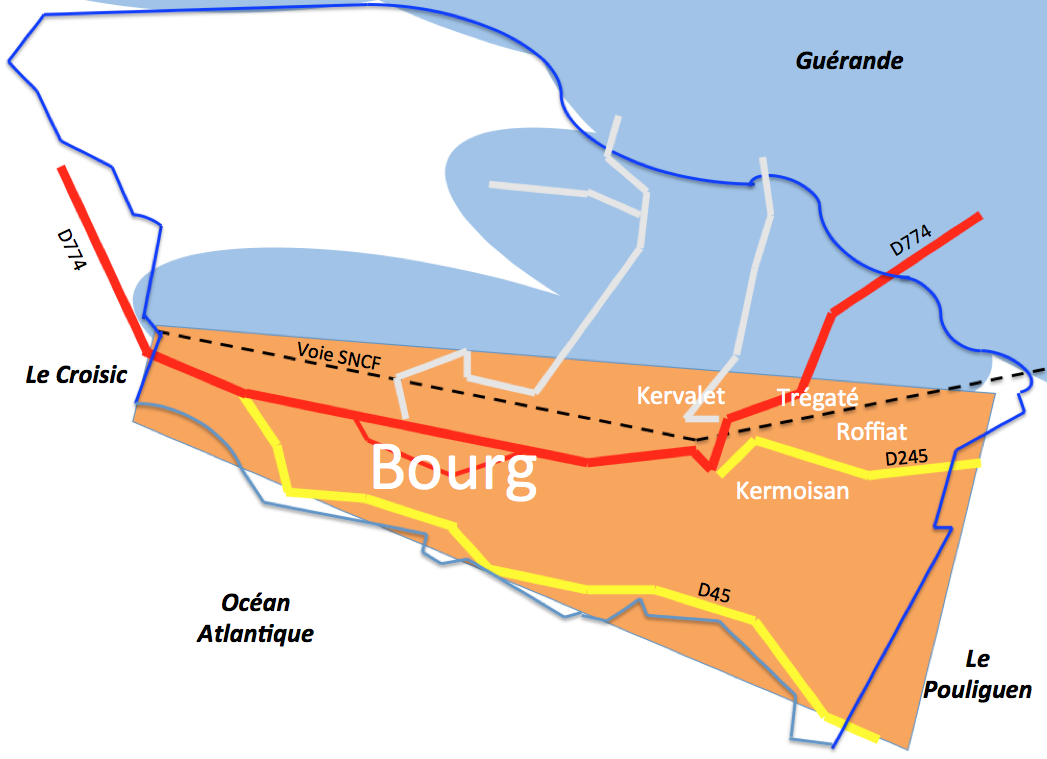
Morphologie urbaine de Batz-sur-Mer
En bleu clair : les marais salants.
En orange : l’emprise urbaine.
Trait bleu foncé : limites territoriales.

Roffiat est l’un des quatre villages principaux de Batz-sur-Mer, outre Kermoisan, Kervalet et Trégaté. Il est le hameau le plus éloigné du centre du bourg.
Roffiat est un écart ouvert du côté sud, mais la partie orientée vers le marais est traditionnellement protégée par des murs souvent aveugles et des murs de pierres sèches.
La croix en bois de Roffiat est ornée de treize cœurs ; elle est dédiée à Notre-Dame du Bonheur. Elle recevait autrefois la visite des jeunes fiancés. On y voit aussi un marteau et une lance, instruments de la Passion, mais également des petits cœurs, une couronne d’épines et un coq évoquant le Reniement de saint Pierre.
En 1886, l’enquête de Sébillot indique que le breton, s'il est éteint dans toutes les autres communes situées au sud de la Vilaine, est encore parlé au Bourg-de-Batz. Cette information est confirmée en 1887 par Alcide Leroux, qui dit que « dans quatre villages de […] Bourg-de-Batz [… Kermoisan, Kervalet, Trégaté et Roffiat…], les personnes de 40 ans connaissent toutes le breton » ; il entend des enfants jouer en breton dans les rues du village de Roffiat, preuve de la vitalité de la langue

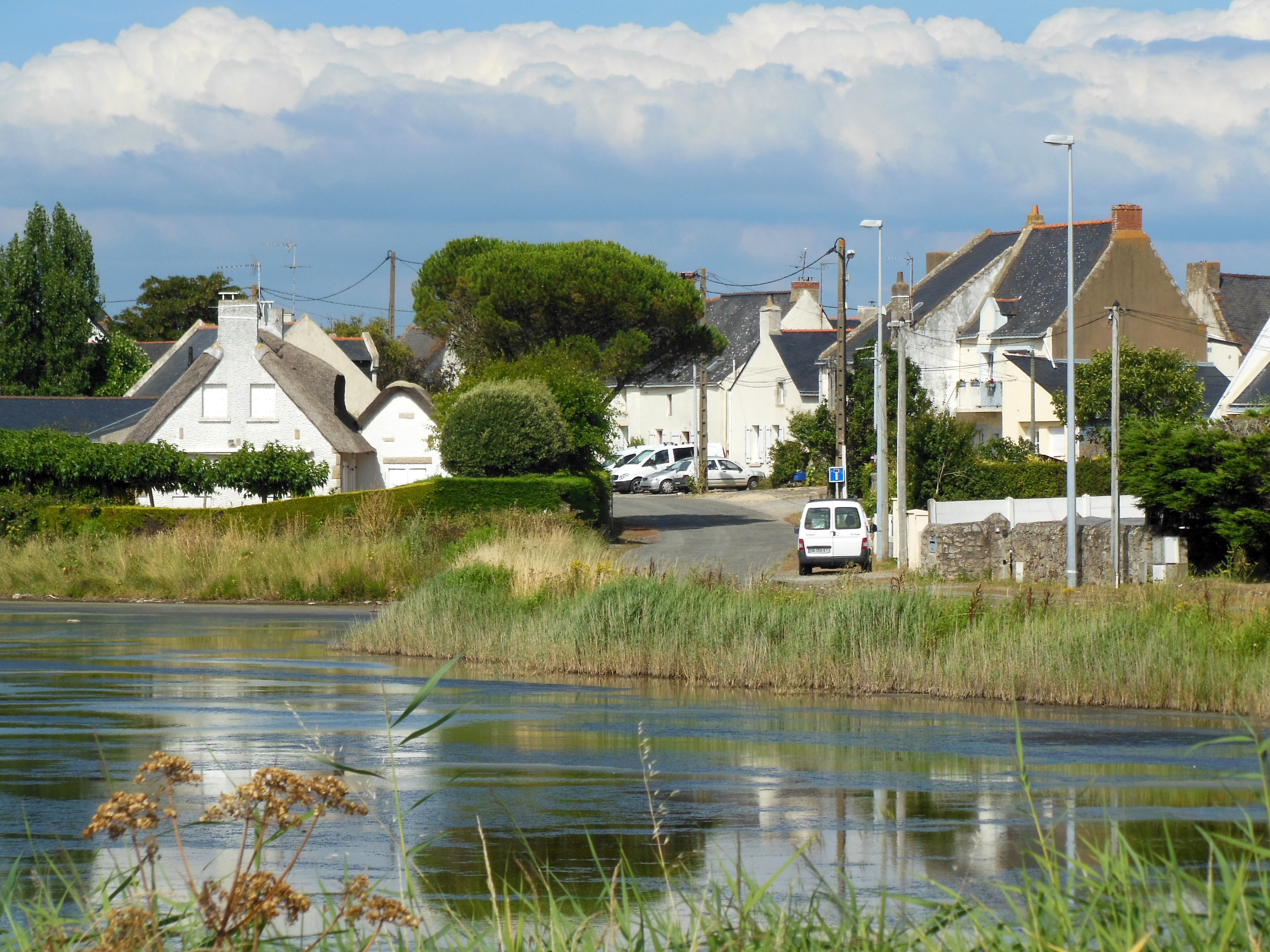
Roffiat, en limite de marais
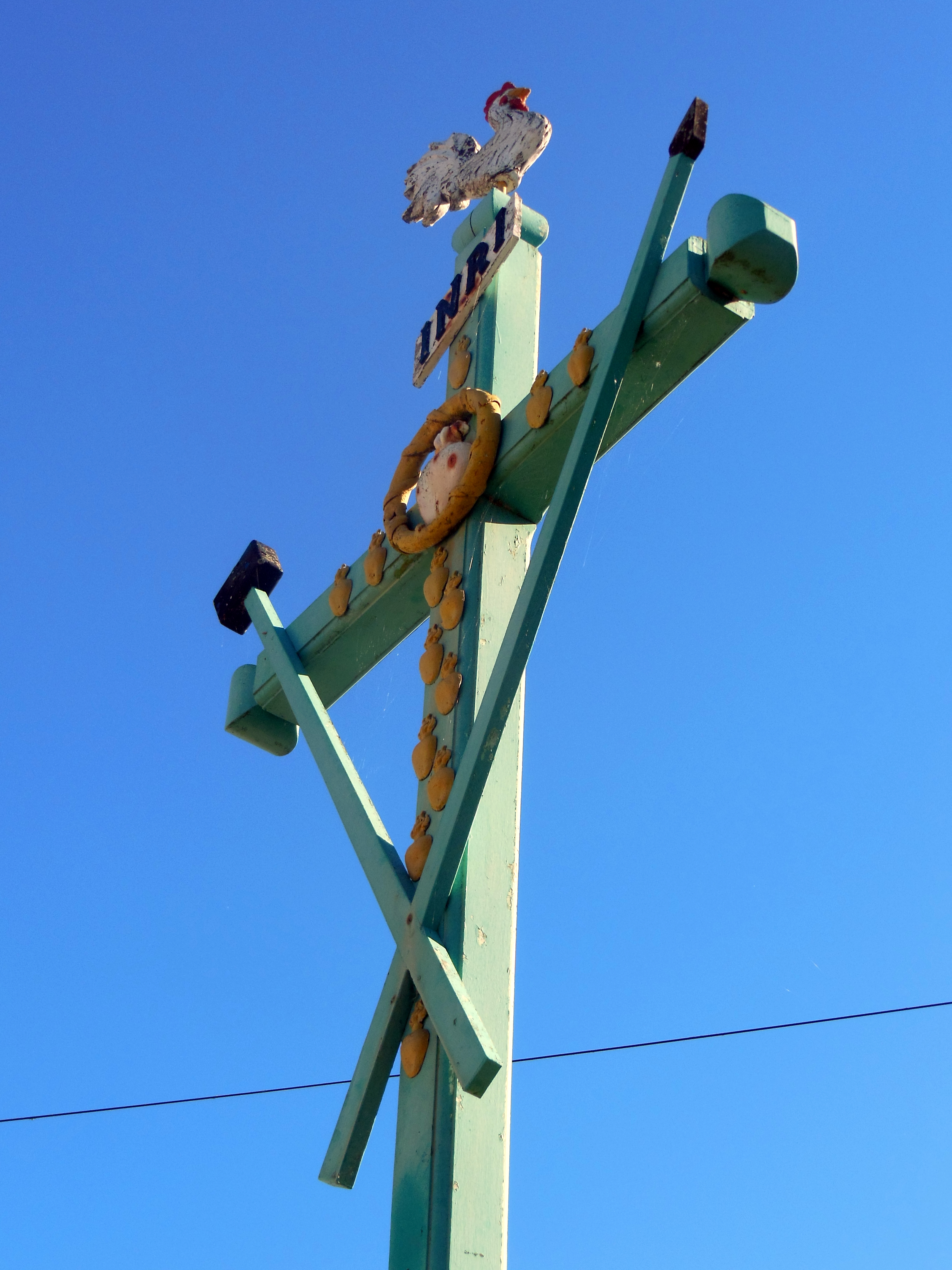
Croix en bois ornée de treize cœurs
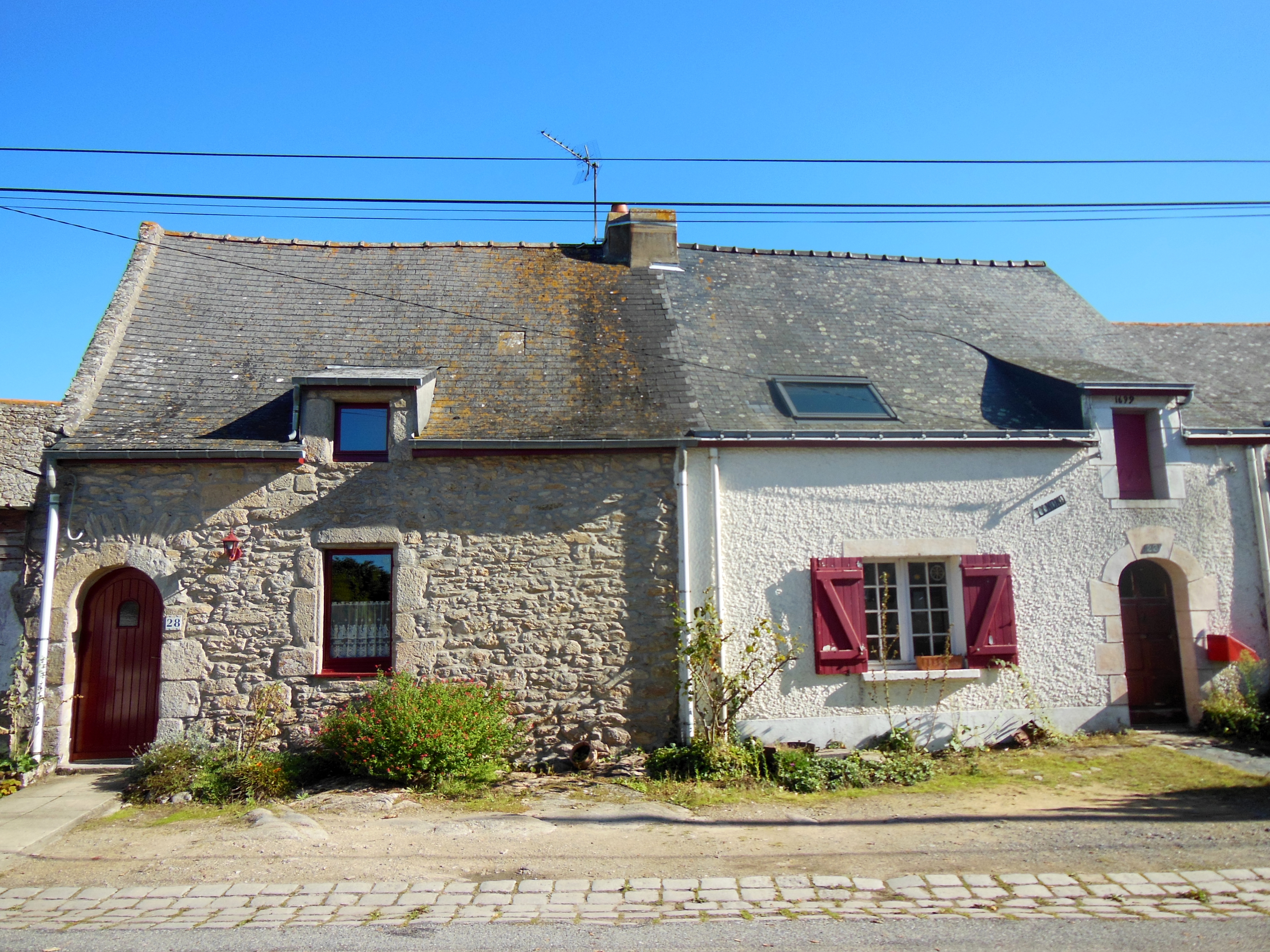
Maisons doubles (1699)

## Toponymie
Roffiat provient de Roffiac, d’origine gallo-romaine.